# Amphicrossus spinulosus
Amphicrossus spinulosus är en kräftdjursart som först beskrevs av Humes 1989.  Amphicrossus spinulosus ingår i släktet Amphicrossus och familjen Erebonasteridae. Inga underarter finns listade i Catalogue of Life.